# Conseslus Kipruto
Conseslus Kipruto, född 8 december 1994, är en kenyansk friidrottare.
Kipruto blev olympisk guldmedaljör på 3000 meter hinder vid olympiska sommarspelen 2016 i Rio de Janeiro.